# Mariana Gómez Gutiérrez
Mariana Gómez Gutiérrez (Ojinaga) más conocida como La Profesora, fue una profesora, revolucionaria mexicana y defensora del levantamiento armado villista en su comunidad.

## Biografía
Fue profesora de educación básica en Ojinaga. Desde 1906 estableció contacto con los magonistas, ayudándoles a distribuir el periódico Regeneración.En 1910 se adhirió a la Revolución Mexicana; posteriormente, en 1912 se unió a las fuerzas de Francisco I. Madero y, finalmente, a las fuerzas de Francisco Villa, con quien luchó en contra de los orozquistas en diciembre de 1913.

Fue presentada por Francisco Villa como La Profesora, diciéndoles:
ella escribirá la historia de nuestras batallas y de nuestra causa; será como una hija para los hombres ya viejos, y el resto la tratará como su hermana y profesora.
Mariana escribió artículos sobre la causa revolucionaria en periódicos americanos publicados en español que circulaban al sur de los Estados Unidos.
Participó en la toma de Ojinaga en contra de los orozquistas en diciembre de 1913; durante el asalto a la ciudad, ella iba con la carga de caballería encargada de atacar por el lado oeste. Al ver que las tropas desfallecían, se posicionó al frente de ellas para infundirles ánimo. La victoria villista hizo a Mariana pagadora de la División del Norte, trabajo que desempeñó durante 5 días.

## Premios y reconocimientos
El escritor y luchador prerrevolucionario Blas Lara Cázares es autor de la novela histórico-liberal La vida que yo viví, la cual revela la memoria del escritor durante la Revolución Mexicana; esta obra fue publicada bajo el seudónimo de Mariano Gómez Gutiérrez, identidad con la cual Blas Lara homenajeó a la profesora villista.